# Загальний домен верхнього рівня
Загальний домен верхнього рівня (зДВР; gTLD — англ. generic Top-Level Domain) — домен верхнього рівня, створений для певного класу організацій.
Вперше з'явилися у січні 1985 року, тоді таких було шість:
- .com, .biz — для комерційних сайтів
- .edu — для освітніх сайтів
- .gov — для сайтів державних організацій США
- .net — для сайтів, чия діяльність пов'язані з Мережею
- .org — для некомерційних організацій
- .mil — для військових організацій США

Нині домени .com, .net і .org використовуються повсюдно незалежно від типу організації.